# Witbuikzandhoen
Het witbuikzandhoen (Pterocles alchata) is een vogel uit de familie van de zandhoenders (Pteroclididae). De soort broedt in Noord-Afrika, het Midden-Oosten, Spanje, Portugal en Zuid-Frankrijk.

## Kenmerken
Het mannetje heeft een witte buik, gescheiden van de donker oranjebruine borst door een zwarte streep; de oranjebruine keel is op zijn beurt weer gescheiden van de borst door een zwarte streep. De bovendelen zijn olijfgroen met ronde gele vlekken, de vleugeldekveren goudgroen met zwarte dwarsstrepen. De kop is oranjebruin met een zwarte oogstreep en keelstreep. Het vrouwtje lijkt op het mannetje, maar heeft weinig groen en is meer gemarmerd. Verder heeft zij twee zwarte banden op de bovenborst en ontbreekt de zwarte keelstreep. De ondersoort Pterocles alchata caudacutus is iets fletser van kleur.

## Broeden
Witbuikzandhoenders broeden in zandige gebieden op steppes, opgedroogde meren en rivieren, rotsige bergvlaktes en droog cultuurland. Het nest bestaat uit een kuiltje op de grond. Nadat het laatste ei is gelegd, begint het vrouwtje met broeden, hoewel ze hiervoor wel de eieren tegen de zon beschermt. De kuikens zijn nestvlieders.

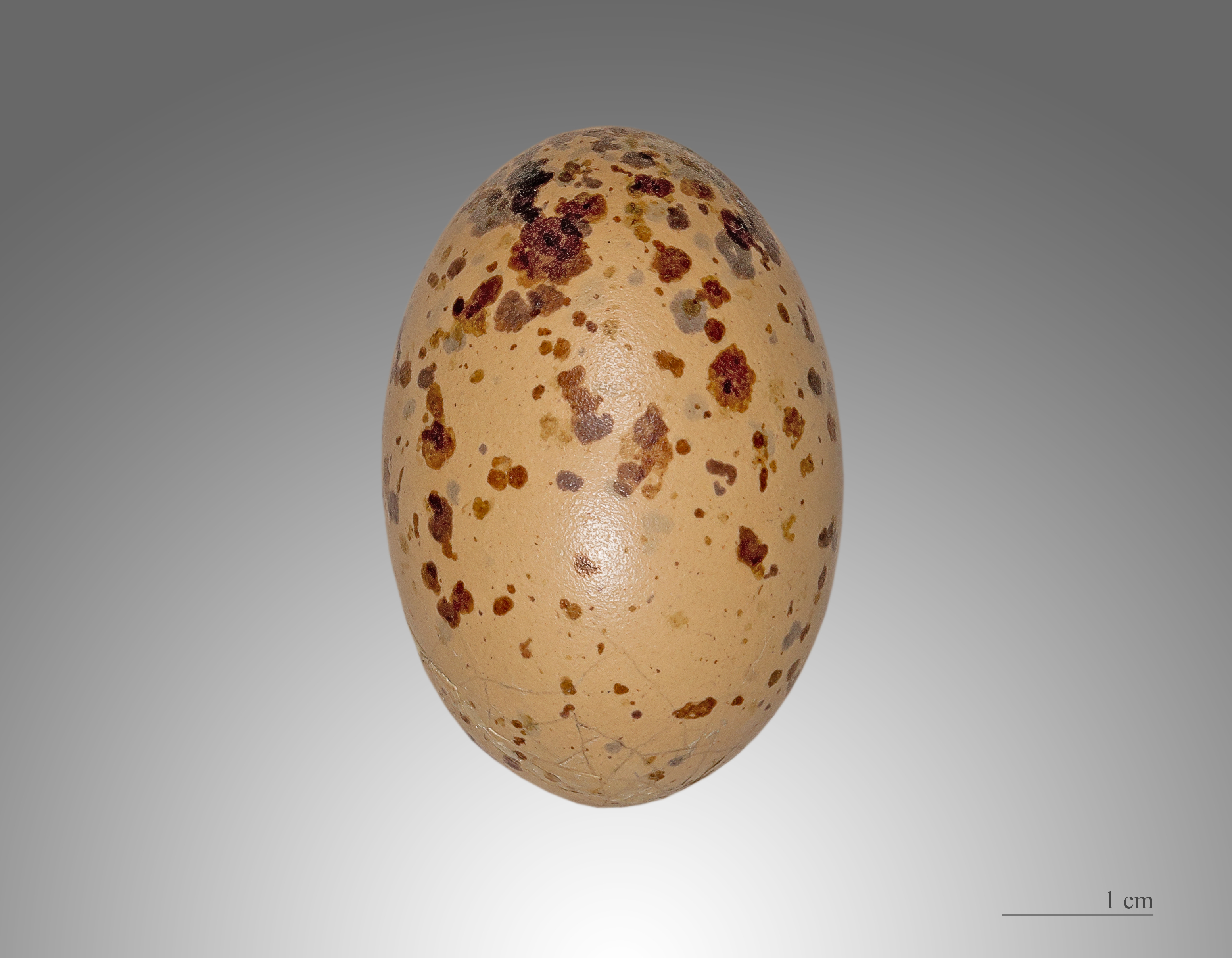
Ei

## Verspreiding en leefgebied
De soort broedt in Noord-Afrika, het Midden-Oosten, Spanje, Portugal en Zuid-Frankrijk en telt twee ondersoorten:
- Pterocles alchata alchata: het Iberisch Schiereiland en zuidoostelijk Frankrijk.
- Pterocles alchata caudacutus: van noordelijk Afrika via het Midden-Oosten tot zuidelijk Kazachstan en Pakistan.

## Status
De grootte van de wereldpopulatie werd in 2015 geschat op 170.000-250.000 volwassen individuen. Men veronderstelt dat de soort in aantal stabiel is. Om deze redenen staat het witbuikzandhoen als niet bedreigd op de Rode Lijst van de IUCN.

## Gelijkende soorten
- Zwartbuikzandhoen

## Afbeeldingen

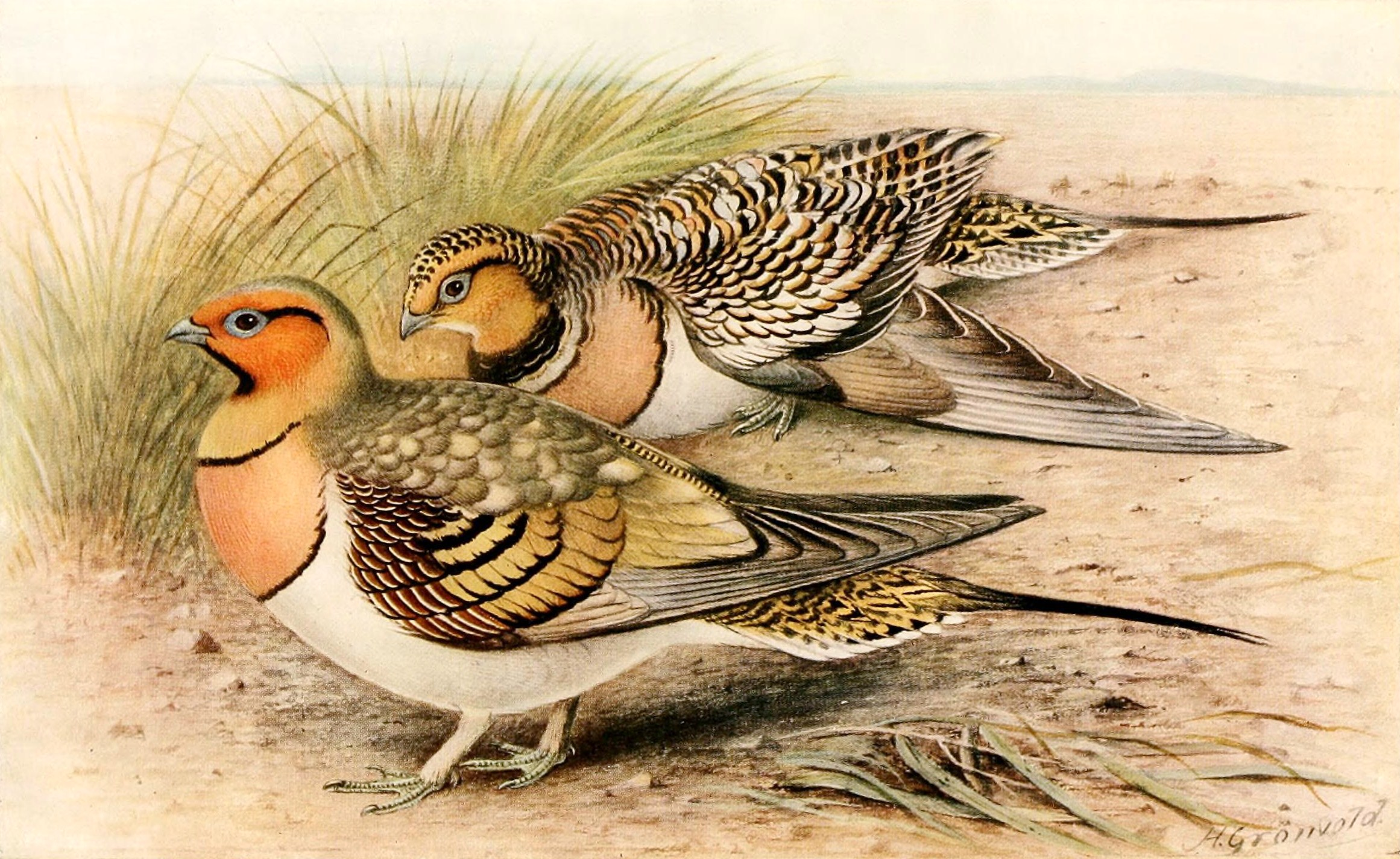
Ondersoort Pterocles alchata caudacutus (1921), Henrik Grönvold